# NGC 5104
NGC 5104 (również PGC 46633 lub UGC 8391) – galaktyka spiralna (Sa), znajdująca się w gwiazdozbiorze Panny. Odkrył ją Albert Marth 12 kwietnia 1864 roku. Jest zaliczana do radiogalaktyk.